# Рамасуха
Рамасуха — посёлок городского типа в Почепском районе Брянской области России. Образует «Рамасухское городское поселение».

## География
Расположен в 25 км к югу от Почепа и в 481 км к юго-западу от Москвы.

## История
Упоминается с середины XIX века как хутор; в начале XX в. здесь был построен лесопильный завод, в 1930-е годы проложена железнодорожная ветка до станции Почеп (демонтирована в 1990-х гг.); в середине XX века действовал сельпромкомбинат.
Статус посёлка городского типа — с 1947 года.

## Население
| 1970 | 1979 | 1989 | 2002 | 2009 | 2010 | 2011 | 2012 | 2013 |
| ---- | ---- | ---- | ---- | ---- | ---- | ---- | ---- | ---- |
| 1193 | ↘893 | ↘631 | ↘564 | ↗566 | ↘481 | ↘480 | ↘471 | ↘447 |
| 2014 | 2015 | 2016 | 2017 | 2018 | 2019 | 2020 | 2021 |      |
| ↘437 | ↘424 | ↘417 | ↘403 | ↘396 | ↗402 | ↘390 | ↘371 |      |

## Экономика
Ранее в посёлке работал леспромхоз.

## Известные личности
- Каменный, Геннадий Аркадьевич — эстрадный и оперный певец, народный артист Российской Федерации.